# 基萨
基萨（法語：Chisa，法語發音：[kiza]）是法国上科西嘉省的一个市镇，属于科尔泰区。

## 地理
基萨（41°55'29"N, 9°15'49"E）面积28.92 平方千米，位于法国上科西嘉省，该省份位于科西嘉北部，后者为地中海西部的一座岛屿，也是法国的一个单一领土集体，位于法国大陆部分的东南面，意大利半島的西面，最临近的地块是撒丁岛。
与基萨接壤的市镇（或旧市镇、城区）包括：科扎諾、齐卡沃、索拉罗。

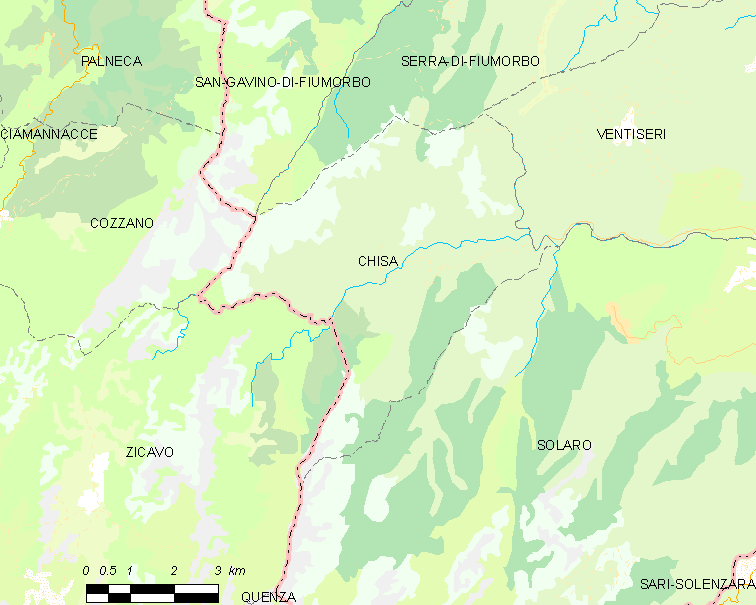
基萨的OSM定位图

基萨的时区为UTC+01:00、UTC+02:00（夏令时）。

## 行政
基萨的邮政编码为20240，INSEE市镇编码为2B366。

## 政治
基萨所属的省级选区为菲尤莫博-卡斯泰洛县。

## 人口

1962-2008年间基萨人口变化图示

基萨于2022年1月1日时的人口数量为106人。